# Yutaka Izubuchi
Yutaka Izubuchi (出渕裕?, Izubuchi Yutaka; Tokyo, 8 dicembre 1958) è un illustratore, regista di anime, nonché mecha e costume designer giapponese.

## Biografia

### Gli esordi e gli anni ottanta
Ancora studente liceale, Izubuchi entra a far parte di un circolo di fanzine sugli anime, dove partecipa alla realizzazione di una rivista di quartiere in fotocopie dal titolo Tenshikun. Dopo essersi diplomato presso la Yokosuka Gakuin High School, nel 1978 debutta come mecha designer nella serie Toshō Daimos (General Daimos) (non menzionato nei credits) e l'anno seguente in Mirai robo Daltanias (Daltanious), entrambe dello studio Sunrise. Nel 1980 partecipa, sempre occupandosi del mecha, alle serie Densetsu kyojin Ideon e, come designer principale, Uchū taitei God Sigma (God Sigma). Dopo aver collaborato con Kunio Ōkawara al mecha di Sentō mecha Xabungle, nel 1983 viene quindi chiamato da Yoshiyuki Tomino a contribuire al mecha design della fortunata serie Seisenshi Dunbine. Poi, come per tutti i migliori mecha designer dell'epoca, anche per Yutaka Izubuchi arriva il turno di partecipare alla saga di Gundam: la sua firma, infatti, compare in successione nella serie Kidō senshi Gundam ZZ (1986), nel film Kidō senshi Gundam: Gyakushu no Char (1988) e nell'OAV Kidō senshi Gundam 0080: Pocket no naka no sensō (1989). Ma la seconda metà degli anni ottanta è un momento cruciale nella sua carriera anche perché, oltre al riconoscimento derivatogli dall'essere stato coinvolto nell'universo di Gundam, entra nel gruppo creativo Headgear e contribuisce alla genesi di un'altra straordinaria saga di successo dell'animazione nipponica, quella di Kidō keisatsu Patlabor (Patlabor), di cui realizza l'intero mecha design.

### Gli anni novanta e duemila
Negli anni novanta all'ormai consolidata attività di mecha designer affianca via via quella di character designer, designer dei costumi, autore e regista. In questo senso, già nel 1990 crea e disegna il character design originale per l'OAV Lodoss to senki (Record of Lodoss War), mentre cinque anni più tardi firma il design dei costumi e delle uniformi della serie Shin kidō senki Gundam Wing (Gundam Wing). Dell'anno successivo è invece il design delle creature dell'OAV Tetsuwan Birdy. Ma come detto egli continua regolarmente anche a produrre egregi mecha, come dimostra l'opera svolta per la serie Gasaraki del 1998 e lo splendido film Jin-Rō, scritto da Mamoru Oshii, del 1999. Dopo l'esperienza come storyboarder per le scene d'azione del film Cowboy Bebop: Tengoku no tobira (Cowboy Bebop - Il film) nel 2001 ed un “ritorno al passato” con il mecha design del film WXIII: Patlabor the Movie 3, nel 2002 affronta la sua prima fatica come autore e regista con la serie RahXephon, che ottiene un notevole successo, tanto che ne trarrà anche un OAV, un film e un manga. Ultime opere di rilievo il design work di Eureka Seven, il ritorno a Gundam, con la supervisione ed il design work degli OAV in computer grafica di MS IGLOO, e tre serie nel 2007, tra cui Terra e..., della quale, oltre al mecha design, ha realizzato la sceneggiatura.

## Opere principali

### Anime
- Toshō Daimos (General Daimos), serie TV, 1978 - mecha design aggiuntivo
- Mirai Robo Daltanias (Daltanious), serie TV, 1979 - mecha design aggiuntivo
- Densetsu kyojin Ideon, serie TV, 1980 - mecha design aggiuntivo
- Uchū taitei God Sigma (God Sigma), serie TV, 1980 - mecha design
- Saikyō Robo Daiōja, serie TV, 1981 - mecha design aggiuntivo
- Seisenshi Dunbine, serie TV, 1982 - mecha design aggiuntivo
- Sentō mecha Xabungle, serie TV, 1983 - mecha design aggiuntivo
- Kikō kai Galient, serie TV, 1984 - mecha design
- Chojikū yosai Macross: Ai, oboete imasu ka (Macross - Il film), film, 1984 - collaborazione al mecha design
- Kidō senshi Gundam ZZ, serie TV, 1986 - collaborazione al mecha design
- Kidō senshi Gundam: Gyakushū no Char, film, 1988 - collaborazione al mecha design, mobile suit design
- Kidō keisatsu Patlabor (Patlabor), OAV, 1988 - mecha design
- Uchū no senshi, OAV, 1988 - collaborazione al mecha design
- Kidō senshi Gundam 0080: Pocket no naka no sensō, OAV, 1989 - mecha design, design work
- Kidō keisatsu Patlabor (Patlabor), serie TV, 1989 - mecha design
- Kidō keisatsu Patlabor gekijōban (Patlabor: The Movie), film, 1989 - mecha design
- Kidō keisatsu Patlabor OAV 2 (Patlabor), OAV, 1990 - mecha design
- Lodoss tō senki (Record of Lodoss War), OAV, 1990 - character design
- Assemble Insert, OAV, 1990 - mecha design
- Kidō keisatsu Patlabor 2 gekijōban (Patlabor 2: The Movie), film, 1993 - collaborazione al mecha design
- Sōkō kihei VOTOMS: Kakuyaku taru itan, OAV, 1994 - mecha design, design work
- Shin kidō senki Gundam Wing (Gundam Wing), serie TV, 1995 - design costumi
- Shin kidō senki Gundam Wing: Operation Meteor, OAV, 1996 - design costumi
- Tetsuwan Birdy, OAV, 1996 - design creature
- Gasaraki, serie TV, 1998 - mecha design
- Shin kidō senki Gundam Wing Endless Waltz, film, 1998 - design costumi
- Jin-Rō (Jin-Roh), film, 1999 - design equipaggiamenti militari
- Mugen no Ryvius, serie TV, 1999 - collaborazione al design
- Escaflowne: The Movie, film, 2000 - consulente design armature
- Cowboy Bebop: Tengoku no tobira (Cowboy Bebop - Il Film), film, 2001 - storyboard scene d'azione
- WXIII: Kidō keisatsu Patlabor Gekijōban 3, film, 2001 - mecha design, supervisione
- Kikō sen'nyo Rōran, serie TV, 2002 - mecha design
- RahXephon (RahXephon), serie TV, 2002 - soggetto, regia, storyboard, sceneggiatura
- RahXephon, OAV, 2003 - soggetto
- RahXephon tagen hensōkyoku, film, 2003 - soggetto, regia, storyboard, sceneggiatura
- Bōkyaku no senritsu, serie TV, 2004 - design mostri
- Kōkyō shihen Eureka Seven, serie TV, 2005 - design work
- Kidō senshi Gundam MS IGLOO: Ichinen Sensō hiwa, OAV, 2005 - supervisione, design work
- Kidō senshi Gundam MS IGLOO: Mokushiroku 0079, OAV, 2006 - supervisione, design work
- Ergo Proxy serie TV, 2006 - concept design
- Garasu no kantai, serie TV, 2006 - concept design
- Kishin taisen Gigantic Formula, serie TV, 2007 - mecha design Diane 7
- The Skull Man, serie TV, 2007 - ideazione serie, concept design
- Terra e... - Toward the Terra, serie TV, 2007 - sceneggiatura, mecha design originale
- Kidō senshi Gundam MS IGLOO 2: Jūryoku sensen, OAV, 2008 - supervisione, design work

### Film dal vivo
- Cutie Honey, 2004 - design costume Black Claw
- Kamen Rider the First, 2005 - design costumi
- Shin Kamen Rider, 2023 - design costumi

### Manga
- Kidō keisatsu Patlabor, 1988-1994 - mecha design
- Rune Masquer, 1991 - storia e disegni
- RahXephon, 2002 - storia
- Junk: Record of Last Hero, 2004 - design costumi

### Altri lavori
- Record of Lodoss War Illustrations (artbook), 1999, Kadokawa Shoten
- Kamen Rider Agito Art Works (artbook), 2002